# Васькино (Тульская область)
Васькино — упразднённая в 1989 году деревня Ясногорского района, вошедшая в состав города Ясногорск в Тульской области России. Входила на год упразднения в состав Хотушского сельсовета. Название сохранилось в названии улицы Васькинская, остановочном пункте.

## География
Расположено было в пределах северной части Среднерусской возвышенности, у речки Глебушка, к северу от города.

## История
Решением Тульского облисполкома 11 апреля 1989 г.в состав г. Ясногорска включены деревни Коптево Архангельского сельсовета, Васькино Хотушского сельсовета Ясногорского района.

## Транспорт
Остановка общественного транспорта «Васькино».